# 湿地雪兔子
湿地雪兔子（学名：Saussurea uliginosa）为菊科风毛菊属的植物，为中国的特有植物。分布于中国大陆的云南等地，生长于海拔2,000米至3,400米的地区，多生于多石山坡草地，目前尚未由人工引种栽培。

## 异名
- Saussurea uliginosa Hand.-Mazz. var. vittifolia (Anth.) Hand.-Mazz.